# ماري إليزابيث كارنغي
ماري إليزابيث كارنغي (بالإنجليزية: Mary Elizabeth Carnegie)‏ هي ممرضة أمريكية، ولدت في 19 أبريل 1916، وتوفيت في 20 فبراير 2008.